# أولكسي بوليانسكي
أولكسي بوليانسكي (بالأوكرانية: Полянський Олексій Володимирович)‏ (12 أبريل 1986-) هو لاعب كرة قدم أوكراني. يلعب حاليا في نادي شاختار دونيتسك الأوكراني. مركز اللاعب : وسط .

## روابط خارجية
- أولكسي بوليانسكي على موقع اتحاد أوكرانيا (الإنجليزية)
- أولكسي بوليانسكي على موقع قاعدة بيانات كرة القدم.إي يو (الإنجليزية)
- أولكسي بوليانسكي على موقع Soccerway.com (الإنجليزية)
- أولكسي بوليانسكي على موقع كووورة